# 24948 Babote
24948 Babote (1997 NU6) là một tiểu hành tinh vành đai chính được phát hiện ngày 9 tháng 7 năm 1997 by ở.